# Kernling

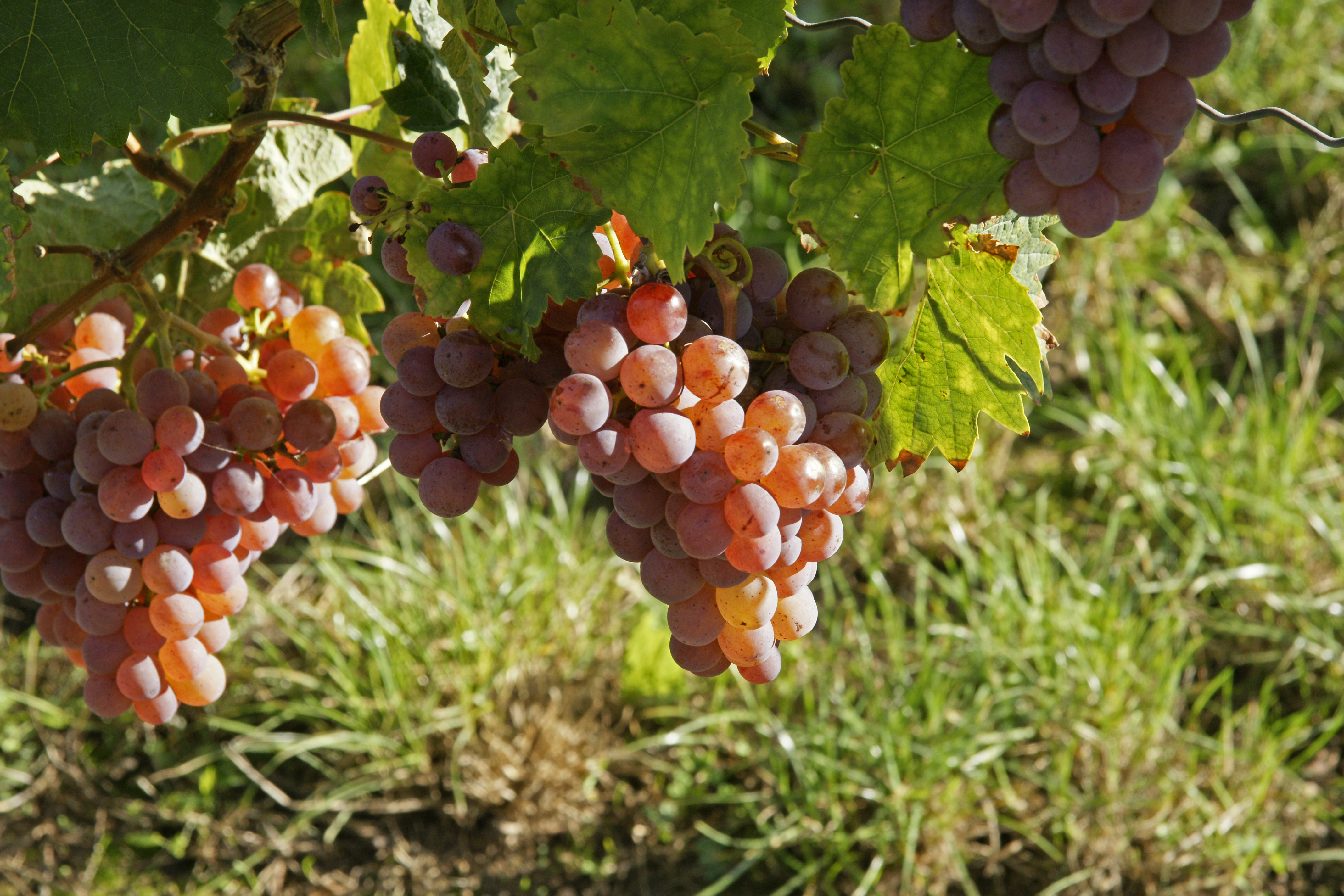

Kernling ist eine Weißweinsorte, die durch Mutation aus der Rebsorte Kerner entstand. 1974 fand Ludwig Hochdörffer diese Mutation in einer Kerner-Rebfläche im Landauer Stadtteil Nußdorf. Die Sorte erhielt 1991 den Sortenschutz und wurde 1995 in die Sortenliste des Bundessortenamts eingetragen.
Der Name setzt sich zusammen aus der Silbe Kern (Hinweis auf die Mutterpflanze Kerner) und ling (als Hinweis auf den Riesling, da der Weintyp ähnlich ist). Kernling verfügt über eine ähnliche Weinqualität wie der Kerner, ist aber deutlich weniger krankheitsanfällig und hat eine geringere Tendenz zur Bildung von Geiztrieben. Im Jahr 2007 wies die Rebstatistik eine bestockte Fläche von 18 Hektar in Deutschland aus, nach 19 Hektar im Jahr 2001.
Siehe auch: Weinbau in Deutschland, Liste von Rebsorten.

## Synonyme
Zuchtstammnummer 13A80 nach dem Geburtstag seines Sohnes Philip Hochdörffer

## Ampelografische Sortenmerkmale
- Die Triebspitze ist offen und stark weißlich behaart.
- Die mittelgroßen Blätter sind dreilappig und stark gebuchtet. Die Stielbucht ist V-förmig oder gar überlappt. Das Blatt ist gezähnt bis gesägt. Die Blattoberfläche (auch Spreite genannt) ist leicht blasig.
- Die geschulterte Traube ist mittel bis groß. Die rundlichen Beeren sind mittel bis groß und von rosa Farbe. Die Schale der Beere ist dick. Das Aroma der Beere ist fein und verfügt über ein schwaches Sortenbukett.

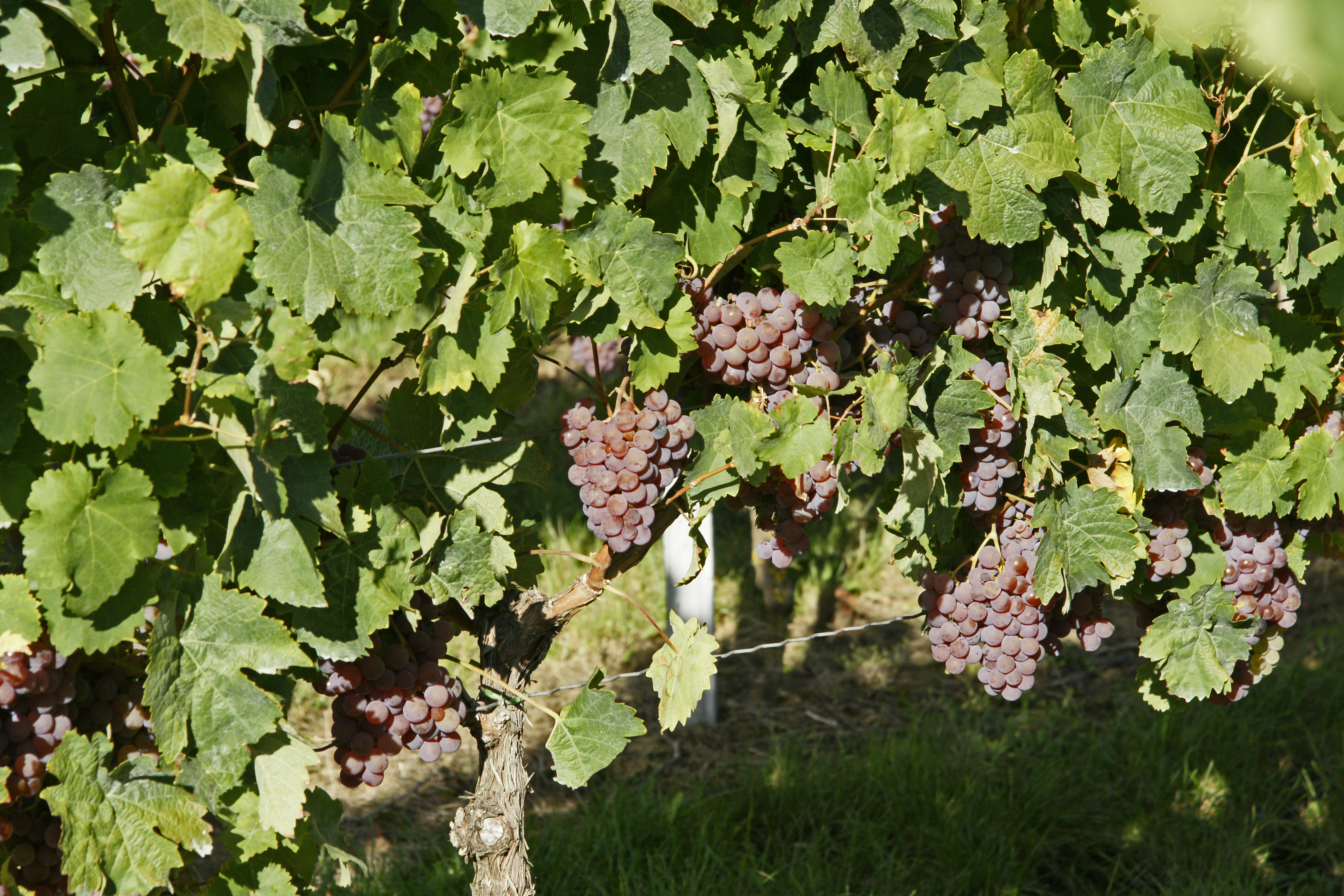

Der Kernling treibt relativ spät aus (kurz nach dem Müller-Thurgau). Dadurch entgeht er eventuellen späten Frühjahrsfrösten. Der Blütezeitpunkt liegt ein bis zwei Tage nach dem Müller-Thurgau. Den Kernling zeichnet eine gute Winterfrosthärte aus. Als Nachteil des Kernlings gilt seine Krankheitsanfälligkeit, besonders gegen Oidium aber auch gegen den Falschen Mehltau. Die Rebsorte neigt genetisch bedingt zu erhöhter Geiztriebbildung wenngleich weniger ausgeprägt als beim Kerner. Aus diesem Grund erfordert der Kernling eine besonders sorgfältige Pflege in den Weinbergen.

## Wein
Die Weine ähneln dem Riesling, haben hohen Zuckergehalt und eine gute Säure.

## Verbreitung
Innerhalb Deutschlands verteilt sich die bestockte Rebfläche wie folgt:
| Weinbaugebiet          | Rebfläche (Hektar) |
| Ahr                    | -                  |
| Baden                  | -                  |
| Franken                | -                  |
| Hessische Bergstraße   | -                  |
| Mittelrhein            | -                  |
| Mosel                  | 3                  |
| Nahe                   | 1                  |
| Pfalz                  | 4                  |
| Rheingau               | -                  |
| Rheinhessen            | 3                  |
| Saale-Unstrut          | 5                  |
| Sachsen                | 2                  |
| Stargarder Land        | -                  |
| Württemberg            | -                  |
| TOTAL Deutschland 2007 | 18                 |

Kleine Bestände sind auch in der Schweiz bekannt. (1,2 Hektar, Stand 2018)